# Христианство на Кубе

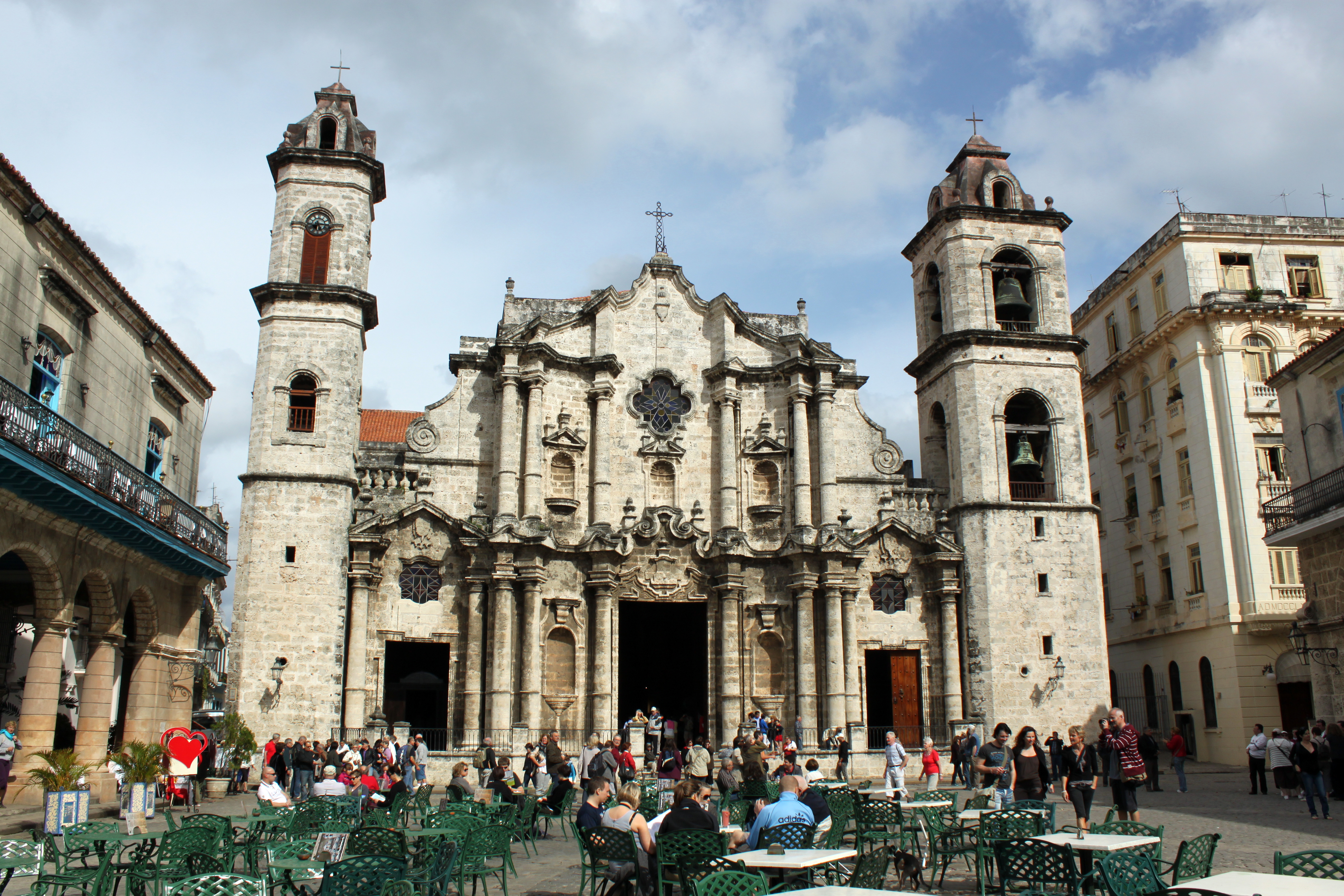
Кафедральный собор Гаваны, построенный в 1748-77 гг.

Христианство на Кубе — самая распространённая религия в стране.
По данным исследовательского центра Pew Research Center в 2010 году на Кубе проживало 6,67 млн христиан, которые составляли 59,2 % населения этой страны. Энциклопедия «Религии мира» Дж. Г. Мелтона оценивает долю христиан в 2010 году в 58,3 % (6,56 млн).
Крупнейшим направлением христианства в стране является католицизм. В 2000 году на Кубе действовало 6,3 тыс. христианских церквей и мест богослужения, принадлежащих 54 различным христианским деноминациям.
Помимо кубинцев (белых, чёрных и мулатов), христианство исповедуют живущие на острове гаитийцы, американцы, ямайцы, испанцы, греки, часть русских и французов.
Христиане Кубы участвуют в межконфессиональном диалоге. Ещё в 1941 году на Кубе был создан Кубинский совет евангельских церквей, который с 1995 года называется Кубинский совет церквей. Совет объединяет различные протестантские деноминации. По состоянию на 2015 год две кубинские церкви (пресвитериан и методистов) входили во Всемирный совет церквей .